# 陈范
參數所指定的目標頁面不存在，建議更正成存在頁面或直接建立下列一個頁面（建立前請先搜尋是否有合適的存在頁面可以取代）：
- 陈範 (国民参政会)

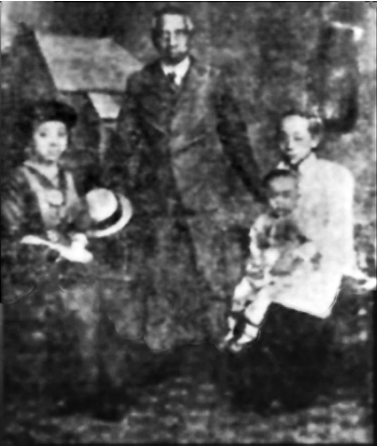
中立者为陈範

陈範（1860年—1913年），原名彝範，字梦坡，別号夢逋、憶雲、叔柔、錫疇、瑤天，晚年更名蛻，號蛻盦，男，江蘇陽湖人（今常州）。清朝官员、报界人物。

## 生平
陈範家的祖籍为湖南省衡山县，到陈範的曾祖父迁居江苏常州。光绪十五年（1889年），陈範中举人。光绪十七年（1891年），任江西省铅山县知县，因“教案”牵连而遭革职，迁居上海。
1898年，陈範在上海接办《苏报》，“思以清议救天下”，聘妹婿汪文溥任主笔，宣传立宪改良。此后，陈範受到革命派影响，支持蔡元培等在上海所创的中国教育会、爱国学社。1903年，陈範聘章士钊任《苏报》主笔，章太炎、蔡元培、吴稚晖等为撰稿人，《苏报》遂成革命党的宣传媒介。《苏报》倡导民主自由，发表推荐邹容的《革命军》及章太炎批驳康有为改良主义的文章，报道各地学生的爱国运动，鼓吹反清革命。清廷遂勾结帝国主义，将《苏报》查封，章太炎、邹容以及陈範的次子陈仲彝等人遭逮捕入狱，酿成“苏报案”。
陳範携妾与女儿逃亡到日本。在日本横滨，与孙中山来往密切。1905年春，陈範自香港回到上海，遭清廷逮捕，在狱中坚不认罪，后经多方营救，于1906年仲秋获释，遂往湖南依靠时任醴陵縣令的汪文溥。辛亥武昌革命，湖南独立，陳範与汪文溥參与湘桂援鄂聯軍事。后陳範回上海，任《太平洋报》主笔，繼至北京，經理《民主报》，因病回滬。1913年死於上海，丧事由蔡元培、柳亚子、陈去病出资料理。
晚年，陈範的长女在四川，次女留学日本。次子陈仲彝因苏报案被捕后获释，长子离家出走，这两个儿子均不知所终。

## 家庭
长女陈撷芬、次女陈信芳。次子陈仲彝

## 著作
- 《映雪軒初稿》《烟波吟舫詩存》《東歸行卷》《九嶷雲笈》《捲簾集》《題襟集》《庚申集》《殘宵梵誦》《夜梵集》《息菴詩》《滄波聽雨集》《夢樓續雨集》《寄舫偶存》《閒情香草詩》《爲誰存稿》《蛻僧餘稿》《瓣心詞殘稿》
- 《陈蜕庵先生文集》